# Sinmore

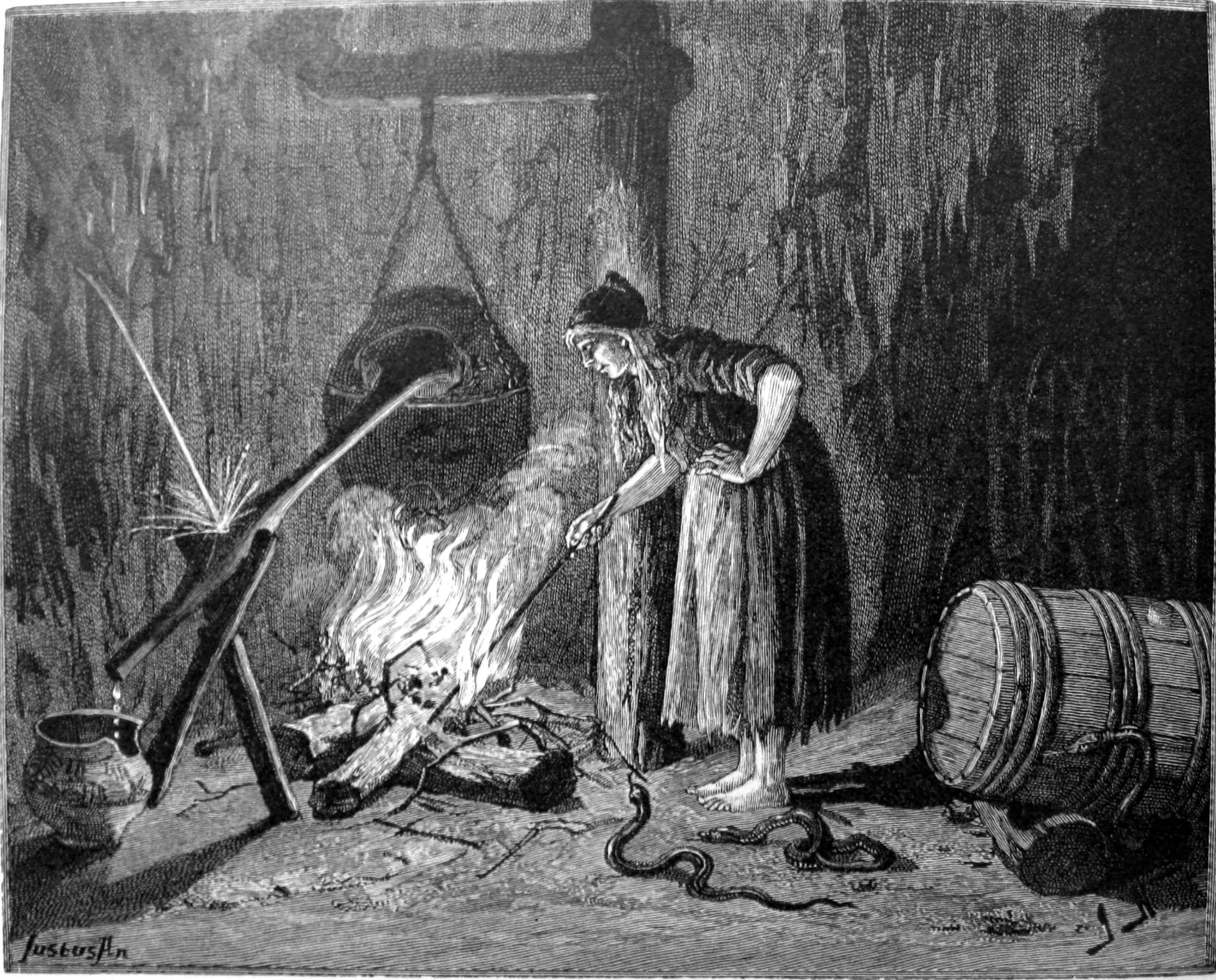
Sinmara atendiendo el fuego pintada por Jenny Nistrom.

En la Mitología nórdica, Sinmore o Sinmara es la consorte de Surtr, un gigante llamado a tomar un papel relevante durante el Ragnarök. Sinmore se menciona en solitario en el poema Fjölsvinnsmál, donde se la describe como guardiana de un arma legendaria, Lævateinn. Han sido propuestas algunas teorías colegiadas sobre la etimología de su nombre, y su conexión con otras figuras en la mitología nórdica.

## Etimología
El origen del nombre Sinmara no es preciso. El último elemento del nombre, mara, puede equivaler a la forma inglesa (night-)mare (pesadilla). El elemento sin- no obstante es el más incierto, pero se ha propuesto sindr (del Nórdico antiguo "cenizas"). El investigador Rudolf Simek opina que sin no puede relacionarse con el término sindr, mientras igualase "una interpretación significativa en cuanto al color"; Simek teoriza que la interpretación más adecuada sería, "the pale (night-)mare" (pesadilla pálida), lo que encajaría perfectamente para la esposa de un jötunn del fuego.
Adolfo Zavaroni y Reggio Emilia sugieren la interpretación Incubo-perpetuo, teorizando sobre el elemento sin- como equivalente al mismo nominativo en masculino Sinwara (encontrado en una inscripción rúnica en un joya, el broche de Næsbjerg en Dinamarca), Antiguo alto alemán sin-vlout "gran inundación", Inglés antiguo sin-niht(e) and Sajón antiguo sin-nahti "noche eterna", así como en gótico sin-teins "a diario". J. Fibiger asumió el significado la gran mara basándose en el elemento Sin- de la palabra Sinfluth del Antiguo alto alemán, gran inundación, (una variante del anteriormente mencionado sin-vlout).
Viktor Rydberg propuso que Sinmara estaba compuesta de sin, que significa "tendón" y mara, que significaría "el que mutila", haciendo hincapié que mara se relaciona con el verbo merja (citando el diccionario de Guðbrandur Vigfússon), Rydberg concluye que el nominativo Sinmara significaría "aquel que mutila los tendones," identificándola como la esposa de Nidhad, quien ordena cortar los tendones de Völundr para evitar su fuga, en la Edda poética Völundarkviða.

## Fjölsvinnsmál
En la traducción de Fjölsvinnsmál de Henry Adams Bellows, se menciona tres veces a Sinmore, y dos veces en la traducción de Benjamin Thorpe. En la traducción de Bellows, Fjölsviðr menciona a Sinmara, que identifica como compañera de Surtr, y dice que ambos están amenazados por el gallo Víðópnir que está sentado en la copa del árbol Mímameiðr. No obstante, la traducción de Benjamin Thorpe no incluye mención alguna de Sinmara.

## Teorías
Henry Adams Bellows comenta que Sinmara es presumiblemente la esposa de Surtr. Según la teoría de Viktor Rydberg, Sinmara es esposa de Mímir, y madre de Nótt, Böðvildr, y otras dísir.